# Arthur Kerman

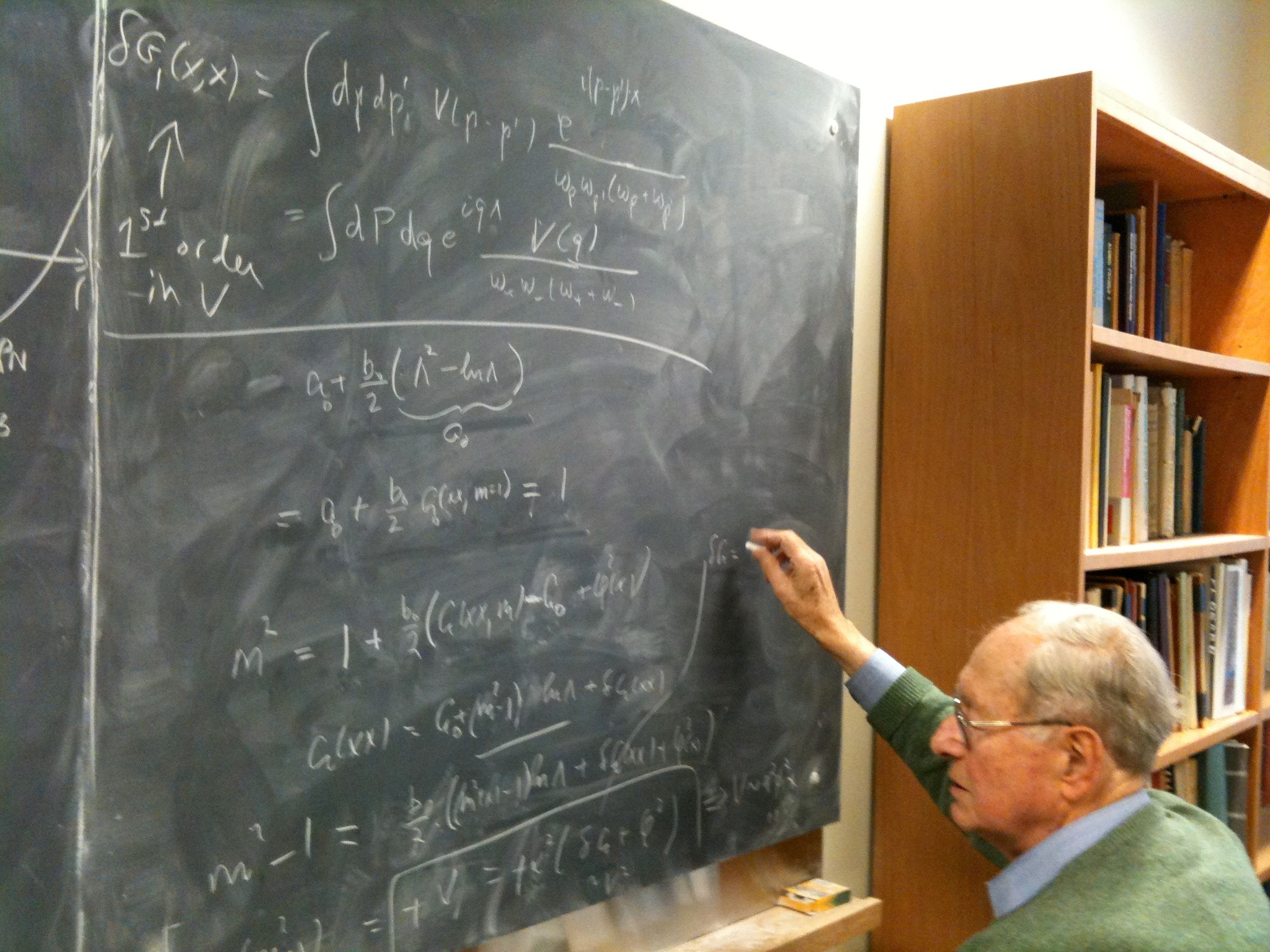
Arthur Kerman an der Tafel

Arthur Kent Kerman (* 3. Mai 1929 in Montreal; † 11. Mai 2017) war ein kanadisch-US-amerikanischer Kernphysiker.
Kerman studierte an der McGill University Physik und Mathematik und wurde 1953 bei Victor Weisskopf am Massachusetts Institute of Technology (MIT) mit einer Dissertation über Oberflächenschwingungen in Kernen promoviert. Als Post-Doktorand war er 1953/54 bei Robert F. Christy am Caltech und ab 1954 zwei Jahre am Institut für Theoretische Physik (Niels-Bohr-Institut) in Kopenhagen, wo damals neben Niels Bohr auch die bekannten Kernphysiker Aage Bohr und Ben Mottelson waren. 1956 wurde er Assistant Professor am MIT, 1960 Associate Professor und 1964 Professor. 1976 bis 1983 war er Direktor des Center for Theoretical Physics des MIT und 1983 bis 1992 des Laboratory for Nuclear Science. 1999 wurde er emeritiert. Er wohnte in Winchester (Massachusetts).
1959/60 war er am Argonne National Laboratory und war Berater für Shell in Houston und das Knolls Atomic Power Laboratory. 1961 war er als Gastprofessor in Paris und Guggenheim Fellow. Kurze Zeit arbeitete er auch mit Sheldon Glashow für die JASON Defense Advisory Group (es ging um ein Probeprojekt als Kandidaten, wobei man sich für zivile oder militärische Bereiche entscheiden konnte, Kerman war mit Glashow einer der Wenigen, die sich für Ziviles entschieden, der ihnen übertragene Bericht betraf die Fernaufklärungsüberwachung der Sowjetunion und wurde als geheim eingestuft), wurde aber nicht Mitglied. Er beriet auch andere große Forschungslabore wie Los Alamos, Argonne, Brookhaven (RHIC), SLAC, Lawrence Berkeley, Lawrence Livermore, Oak Ridge und das National Bureau of Standards und in verschiedenen Funktionen das Department of Energy (DOE) und war ein einflussreicher Wissenschaftsorganisator, der es aber meist vorzog im Hintergrund zu bleiben. Er war einer der Wissenschaftsberater des Präsidenten Ronald Reagan. Er war führend in den Bemühungen, den Superconducting Super Collider nach Massachusetts zu holen, doch hatten sie trotz intensiver Vorarbeiten nicht die Unterstützung des Gouverneurs Michael Dukakis. Der SSC kam schließlich nach Texas, wurde aber 1993 eingestellt.
Er befasste sich mit theoretischer Kernphysik (zum Beispiel Kernstruktur, Kernreaktionen, QCD in Schwerionenstößen), Beschleunigerphysik (Laser-Beschleuniger) und Entwicklung von Teilchendetektoren. Er entwickelte ein Nukleon-Nukleon-Potential mit weichem Kern (soft core), das sich als nützlich im Studium endlicher Kerne und Kernmaterie erwies, die Nukleon-Nukleon Streudaten aber genauso gut wie Potentiale mit hartem Kern wiedergab. Er veröffentlichte über die Corioliseffekt in rotierenden Kernen, isobaren Analogzuständen, mögliche Stabilitätsinseln bei den Transuranen, Paarkorrelation in Kernen, Anwendung der Hartree-Fock-Methode auf die Grundzustände sphärischer und deformierter Kerne, Übergangsstrukturen in Kernreaktionen. Er plädierte auch früh für die Berücksichtigung von QCD-Freiheitsgraden in der Kernphysik. Zuletzt war er mit einer neuen Theorie dunkler Materie und dunkler Energie beschäftigt (mit Mark Mueller).
In den 1950er und 1960er Jahren war er im Physical Science Study Committee für Schulbücher und Kursmaterial und trug zum neuen experimentellen Einführungskurs in die Physik (PANIC) des Education Research Center des MIT bei.
Er war Associate Editor der Reviews of Modern Physics. Am MIT hatte er über 40 Doktoranden. Er veröffentlichte über 120 wissenschaftliche Aufsätze.
Er war Fellow der American Physical Society, der American Academy of Arts and Sciences (seit 1972) und der New York Academy of Sciences.
Er war 64 Jahre mit Enid Ehrlich verheiratet und hatte drei Söhne und zwei Töchter.

## Schriften (Auswahl)
- Nuclear surface oscillations, Physical Review, Band 92, 1953, S. 1176–1183.
- mit David Brink: Two body forces in light deformed nuclei, Nuclear Physics, Band 12, 1959, S. 314–326.
- mit Abraham Klein: The description of rotating nuclei, Physics Letters, Band 1, 1962, S. 185–187.
- mit Abraham Klein: Generalized Hartree-Fock approximation for the calculation of collective states of a finite many-particle system, Physical Review, Band 132, 1963, S. 1326–1342
- mit A. Klein: Collective motion in finite many particle systems, Teil 2, Phys. Rev., Band 138, 1965, S. B 1323–1323, Teil 3 mit L. Celenza, Band 140, 1964, B 234–263
- Pairing forces and nuclear collective motion,  Annals of Physics, Band 12, 1961, S. 300–329.
- mit Herman Feshbach: Nuclear forces 1–3, Comm. Nucl. Part. Phys., 1967/68
- mit de Toledo:  Studies in isobaric analog resonances, 2 Teile, Annals of Physics, Band 43, 1967, S. 363–381, Band 48, 1968, S. 173–194
- mit H. Feshbach, R. H. Lemmer: Intermediate structure and doorway states in nuclear reactions, Annals of Physics, Band 41, 1967, S. 230–286.
- mit C. N. Bressel, B. Rouben: Soft-core nucleon-nucleon potential, Nuclear Physics, Section A, Band 124, 1969, S. 624–636.
- mit D. Tuerpe, W. H. Bassichis:  Self-consistent nuclear calculations with a deformed basis,  Nuclear Physics, Section A, Band 142, 1970, S. 49–62.
- mit W. H. Bassichis:  Self-consistent calculations of shell effects including the proposed island of stability, Physical Review C, Band 2, 1970, S. 1768–1776.
- mit Harry Lipkin: Strangeness analog resonances, Annals of Physics, Band 66, 1971, S. 738–757.
- N. Auerbach, Jörg Hüfner, C. M. Shakin: A theory of isobaric analog resonances, Reviews of Modern Physics, Band 44, 1972, S. 48–125.
- mit Steven Koonin: Quantum theory of dissipation for nuclear collective motion, Physica Scriptam, Band 10, 1974, S. 118–121
- mit S. Koonin: Hamiltonian formulation of time-dependent variational principles for the many-body system, Annals of Physics, Band 100, 1976, S. 332–358
- mit H. Feshbach, S. Koonin: Koonin S. The statistical theory of multi-step compound and direct reactions, Annals of Physics, Band 125, 1980, S. 429–476.
- mit T. Matsui, B. Svetitsky: Particle production in the central rapidity region of ultrarelativistic nuclear collisions, Physical Review Letters, Band 56, 1986, S. 219–222.
- mit N. R. Dagdeviren: One-gluon exchange and the nuclear strong interaction Nuclear Physics A, Band 473, 1987, S. 605–612
- mit G. Gatoff, T. Matsui: Flux-tube model for ultrarelativistic heavy-ion collisions: Electrohydrodynamics of a quark-gluon plasma, Physical Review D, Band 36, 1987, S. 114–129.
- mit D. Vautherin, G. Gatoff: Nonlinear effects in the flux-tube model for ultrarelativistic nucleus-nucleus collisions, Physical Review D, Band 38, 1988, S. 96–104.
- mit Dominique Vautherin: Variational calculations in gauge theories,  Annals of Physics, Band 192, 1989, S. 408–420.
- mit M. P. Pato, M. S.  Hussein: Inverse free electron laser acceleration,  Nuclear Inst. and Methods in Physics Research A, Band 328, 1993, S. 342–343.
- mit C. Martin, D. Vautherin:  {\displaystyle \phi ^{4}} model near the critical point: The Gaussian variational approximation, Physical Review D, Band 47, 1993, S.  632–639.
- mit C. Y. Lin: Time-Dependent Variational Principle for {\displaystyle \phi ^{4}} Field Theory, RPA Approximation and Renormalization, 2 Teile, Annals of Physics, Band 241, 1995, S. 185–211, Band 269, 1998, S. 55–76.
- mit E. Timmermans, P. Tommasini, M. Hussein: Feshbach resonances in atomic Bose-Einstein condensates,  Physics Report, Band 315, 1999, S. 199–230.
- mit G. E. Cragg: Coherent decay of Bose-Einstein condensates, Physical Review Letters, Band 98, 2005, S. 080405.